# Burg Endingen
Die Burg Endingen, auch Ulinsburg genannt, ist eine abgegangene Höhenburg auf der Anhöhe Illisburg im heutigen Wohngebiet Schlickkuchen in Endingen, einem Stadtteil von Balingen im Zollernalbkreis in Baden-Württemberg.
Die Burg wurde um 1250 von den Herren von Endingen erbaut. Von der ehemaligen Burganlage ist nichts erhalten.